# Saint-Georges-sur-l'Aa
Saint-Georges-sur-l'Aa är en kommun i departementet Nord i regionen Hauts-de-France i norra Frankrike. Kommunen ligger i kantonen Gravelines som tillhör arrondissementet Dunkerque. År 2022 hade Saint-Georges-sur-l'Aa 289 invånare.

## Befolkningsutveckling
Antalet invånare i kommunen Saint-Georges-sur-l'Aa
| Referens: INSEE |